# 辐射 (游戏)
《異塵餘生》是款由Interplay製作公司開發，並於1997年發行的電子角色扮演遊戲。遊戲背景設定於22世紀中期的後末日和復古未來世界，席捲全球的核戰爭摧毀了現代文明，戰後不少人在地表掙扎求存，也有部分幸運兒在戰時躲進了地下放射性落塵避難所。選擇或自行創建角色後，玩家操縱通稱「避難所居民」的主角離開生活已久的避難所，踏入廢土，與其他倖存者互動，以完成數項重要任務。遊戲採用回合制戰鬥，設行動點數系統，每個回合玩家可以執行多項動作，直至花光行動點數。
1994年，遊戲開發者蒂姆·凱恩開始製作《異塵餘生》。它最初是個遊戲引擎，以史蒂夫·傑克遜創作的桌上角色扮演遊戲泛用無界角色扮演系統（GURPS）為基礎。後來，Interplay公司取得GURPS使用許可，遊戲原型也於同年完成。但由于史蒂夫·傑克遜反對遊戲中出現過度暴力和血腥元素，Interplay未與他達成共識，故放棄了使用許可，並責成凱恩和設計師克里斯多福·泰勒創建全新的角色創造系統「SPECIAL」。雖然Interplay初期對遊戲不聞不問，但最後仍僱用了30人開發，總成本約為300萬美元。Interplay本欲把遊戲塑造成1988年角色扮演遊戲《荒野遊俠》的直接續集，但礙於授權問題，只能成為精神續作。團隊從20世紀50年代與核子時代有關的文學和媒體中，汲取了遊戲復古未來主義藝術風格的靈感。設計任務時，團隊又加入道德模糊元素，確保玩家可以作出最適合他們的選擇。
歷時三年半開發，《異塵餘生》於1997年在北美地區發售。遊戲推出後以正面評論為主，評論家對開放式玩法、角色系統、劇情等讚譽有加，但也有部分批評同伴系統糟糕、對話失序。遊戲分別獲GameSpot和《電腦遊戲策略+》頒發最佳角色扮演遊戲和年度角色扮演遊戲，並登上多家媒體的史上最佳電腦遊戲榜單。另外，遊戲在參考書《有生之年非玩不可的1001款遊戲》上榜上有名，也獲史密森尼美國藝術博物館收藏展覽。部分媒體認為，遊戲別具一格的背景設定、開放式情節、玩法重新喚起了玩家對電子角色扮演遊戲的興趣，這些元素亦深深影響了後續一眾作品。遊戲在全球賣出超過60萬份，取得商業成功，催生了一系列續集、衍生作品、電視劇集。2007年，貝塞斯達軟件從Interplay公司手上購入異塵餘生系列的知識產權。

## 玩法

### 角色創建
《異塵餘生》屬角色扮演遊戲，玩家可以從三個既有角色中選擇一個開局，或者按照自己的喜好來建立角色和分配屬性。遊戲主角通稱「避難所居民」（Vault Dweller）。創建角色時，玩家可以自由分配40點點數至七種主要屬性（力量、感知、耐力、魅力、智力、敏捷、運氣）上，最低1點，最高10點。另外，玩家也可設定角色技能和特徵。遊戲共有18種技能，等級以百分比值表示，開局時角色已悉數習得。技能初始百分比值取決於主要屬性，但其中三項可以提高20%。特徵是具有正面和負面影響的性格品質，玩家最多可以選擇兩個。遊戲過程中，玩家可以通過各種行為獲取經驗值；當累積一定經驗值後，角色便會升級，技能百分比值會有所提升，玩家也可分配屬性點數。角色每升三級可獲一種輔助能力。遊戲共設50種輔助能力，但每種都有必須滿足的先決條件。例如，「動物之友」可以防止動物攻擊玩家操縱的角色，但它要求角色達到9級，智力為5，並且有25%的戶外運動技能。

### 探索和戰鬥

上圖是非玩家角色向主角交付任務的畫面。對話時，角色會以「人頭特寫」顯示

在《異塵餘生》中，玩家會以等距視角探索遊戲世界，並與非玩家角色互動。角色的對話量各不相同，有些說得長篇大論，有些則言簡意賅。重要角色在對話時會以展示，被稱為「人頭特寫」。玩家可與其他角色以物易物，或以瓶蓋作貨幣購買商品。遊戲設有同伴招募系統，玩家可以招募特定角色一同探索和戰鬥，但不能直接操縱他們。
遊戲有三個主線任務，當玩家完成首個任務後，後續兩個才會出現。首個主線任務的時間限制為150日（以遊戲中流逝的時間作準），如玩家未能在時限內完成，遊戲將會結束。一些非玩家角色會發布支線任務，玩家完成後便能獲得經驗值作報酬。玩家可利用主角手上的便攜可穿戴式電腦「嗶嗶小子2000」（PIPBoy 2000）來查看任務。大部分任務有多種解決方案，玩家可以透過談判、戰鬥或潛行來完成，有些更允許採用非常規或與任務建議相反的手段。主角的業報值會根據任務完成方式而有所增減，繼而影響非玩家角色的態度。玩家的行為將決定未來出現哪些故事或機會，以及結局走向。
遊戲採用回合制戰鬥，並使用行動點數系統。每個回合玩家可以執行多項動作，直至花光行動點數，而不同行動所消耗的點數也有差異。玩家可以快速切換兩種已裝備武器。遊戲提供多類武器，其中許多可以瞄準特定區域的敵人。近戰武器提供揮舞或刺擊兩種攻擊方式。如果玩家沒有裝備任何武器，主角便會以拳腳攻擊。

## 概要

### 背景
2077年10月23日，被稱為「大戰」（The Great War）的核戰爭席捲全球，終結了現代文明。《異塵餘生》的故事發生在2161年，始於地下放射性落塵避難所「13號避難所」（Vault 13），主角則是於避難所土生土長的居民。除了避難所外，地表仍有部分倖存者生存，靠打撈舊世界物品為生。
13號避難所位於南加利福尼亞州山脈之下。避難所居民可以探索數個主要聚落：由汽車殘骸建成的垃圾城（Junktown），居民以貿易為生，卻被捲入當地治安官基利安·達克沃特（Killian Darkwater）與賭場老闆吉斯莫（Gizmo）之間的衝突；主要商業城鎮中樞市（The Hub），相對未受大戰影響，有大量工作機會；由屍鬼控制的死亡之城（Necropolis），建於12號避難所之上，他們原本是避難所居民，卻因為暴露在高劑量輻射中而突變。避難所居民也在旅程中接觸到不同派別，包括專注於科技並帶有宗教色彩的軍事組織「鋼鐵兄弟會」（Brotherhood of Steel），宗教組織「大教堂之子教會 」（Children of the Cathedral），以及皮糙肉厚且免疫輻射的「超級變種人 」（Super Mutant）。

### 人物
在遊戲中，玩家須操縱避難所居民前往廢土（Wasteland）探索以拯救避難所。避難所居民可以由玩家自行創建，也可以從三個預先生成的角色中選擇：阿爾伯特·科爾（Albert Cole），具有法律背景，是避難所的談判代表和魅力領袖；娜塔莉亞·杜布羅夫斯基（Natalia Dubrovhsky），才華橫溢的雜技演員，聰明且足智多謀，也是戰前蘇聯駐洛杉磯領事館某位外交官的孫女；馬克斯·斯通（Max Stone），避難所中體型最大者，擁有強大的力量和耐力，但缺乏智慧。這三個角色分別呈現出談判、欺詐或戰鬥的遊戲方式。雖然主角可男可女，但避難所居民的典型形象是男性。
遊戲有四位可招募永久同伴，分別是沙蔭市（Shady Sands）守衛伊恩（Ian）、沙漠遊騎兵提可（Tycho）、不知疲倦的忠犬狗肉、組織「天啟追隨者」（Followers of the Apocalypse）成員卡佳（Katja）。其他重要角色有避難所科技公司（即各地避難所和嗶嗶小子的製造者）的吉祥物避難所小子，垃圾城的市長基利安·達克沃特，以及超級變種人軍隊首腦「主教」。

### 劇情
在13號避難所中，負責控制水循環和抽水機器的淨水晶片損壞。距離水資源枯竭只有150日，若然在期限內找不到替代品，所有居民都會缺水渴死。避難所監管人要求主角踏入廢土，前往最近的15號避難所尋找替代晶片。主角帶著嗶嗶小子2000、少量補給以及簡單武器重返地面，卻發現目的地已遭居民遺棄，變成一片廢墟。最終，主角在死亡之城下方的12號避難所中找到可用的淨水晶片。
回到13號避難所，主角把晶片交給監管人，供水系統得以修復。聽取主角的匯報後，監管人對超級變種人的出現感到擔憂，認為這種突變過於普遍和極端，肯定是背後有人以驚人速度生產他們，於是責成主角尋找並摧毀變種人的源頭。綜合多處得來的消息，主角得知超級變種人軍隊由「主教」指揮，目的是透過人工製造的「強制進化病毒」（Forced Evolutionary Virus）把廢土居民轉化為變種人，以消除人類可能會出現的分歧和謬誤，達致「同一」。大教堂之子教會則是「主教」建立的幌子，用以誘騙人類和平屈服。
為了阻止變異，主角必須摧毀裝有病毒的大桶，以及消滅變種人領袖；任務先後次序由玩家選擇。在鋼鐵兄弟會的幫助下，主角入侵了變種人基地——瑪麗博薩軍事基地，觸發自毀序列，把所有病毒桶連同整個設施一起炸毀。之後，主角潛入大教堂下方某個避難所原型，直面藏身於此地的「主教」。玩家可以透過數種方法完成任務：告訴「主教」其計劃會因為超級變種人無法生育而失敗，說服他放棄；通過戰鬥殺死「主教」；或者繞過「主教」手動引爆核裝置。「主教」死後，大教堂隨之化為灰燼。主角凱旋回家，卻被監管人阻擋。監管人感激主角所做的一切，但聲言主角的豐功偉績會影響甚至鼓勵年輕居民離開避難所，而為了保護避難所，只能下令放逐主角。遊戲會以過場動畫展示主角行動對聚落的影響。

## 開發

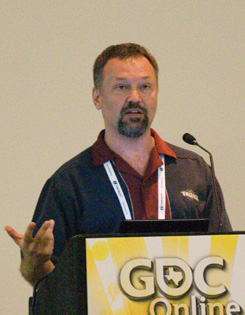
蒂姆·凱恩身兼《異塵餘生》的創作者、製作人、程式師三職（攝於2010年）

《異塵餘生》的開發工作始於1994年。Interplay製作公司起初主力開發其他遊戲，對《異塵餘生》不抱大太關注。開發期首六個月內，遊戲開發者蒂姆·凱恩只能在沒資金沒資源的情況下獨力創作。後來，凱恩向同事尋求幫助，他們亦答應在空餘時間協助開發。1995年，由凱恩、設計師克里斯多福·泰勒、美術總監倫納德·博亞爾斯基領導的開發團隊達到15人。1996年，製作人費格斯·厄克特又招攬了一些Interplay員工加入，使團隊擴充至30人。凱恩認為團隊的奉獻精神「令人驚嘆」，厄克特則稱公司主導的這段開發期簡直是「幾近無序的混亂」。
當時，遊戲名稱暫定為《13號避難所：GURPS核戰後角色扮演遊戲》（Vault-13: A GURPS Post-Nuclear Role-Playing Game），但由於不合適而被擱置。另外，候補名稱《哈米吉多頓》（Armageddon）也已被Interplay公司應用在另一項目（但後來該作遭取消），因此不得不放棄。此時，公司總裁布賴恩·法戈建議團隊把遊戲命名為《異塵餘生》（Fallout）。Interplay公司原本打算用音樂團體墨跡斑斑的我不想讓世界陷入火海作為主題曲，礙於版權問題，最終改用了組合另一首歌曲也許。遊戲開發期於1997年10月1日結束，歷時三年半，總成本約為300萬美元。

### 引擎和設計

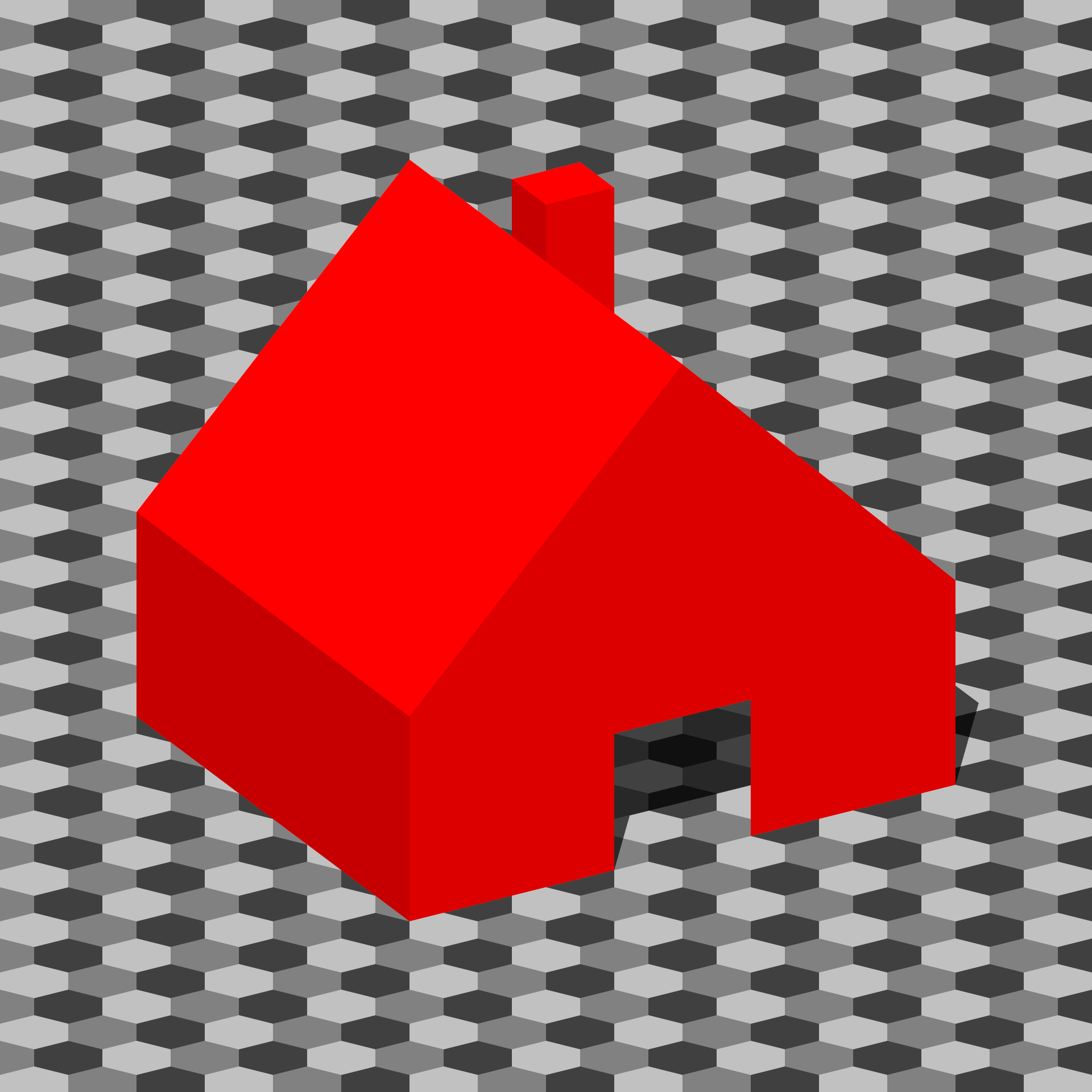
《異塵餘生》中的傾斜投影和六邊形網格效果，由POV-Ray渲染模仿

《異塵餘生》原本是凱恩以桌上角色扮演遊戲泛用無界角色扮演系統（GURPS）為基礎、在業餘時間開發的遊戲引擎。後來，凱恩說服法戈相信引擎潛力，並進入了更有組織的開發階段。1994年，Interplay公司宣布引擎已獲GURPS授權，首個《異塵餘生》原型也於同年完成。
團隊曾考慮採用第一人稱視角和配上3D畫面，但礙於模型無法負擔大量細節，而被迫放棄這個想法。於是，他們改為利用斜投影形成三角投影。遊戲設計屬開放世界和非線性，但仍有機制確保遊戲平衡：雖然支線任務是選擇性完成，但如果玩家未有完成這些任務來提高角色技能和經驗，最終亦會因實力太差而無法通關。除此之外，泰勒還增設150日時間限制，以便玩家專注於主要任務上。
1994年底，Interplay公司獲得《龍與地下城》被遺忘的國度和異度風景的特許經營權後，《異塵餘生》險被取消，但凱恩說服公司讓他完成遊戲。1997年1月，暴雪娛樂發布的動作角色扮演遊戲《暗黑破壞神》大獲成功，此時公司內部有聲音認為應把《異塵餘生》轉變為實時多人遊戲，但凱恩力排眾議，令遊戲保持原狀。3月，由於GURPS創造者史蒂夫·傑克遜反對遊戲出現過度暴力和血腥場面，雙方未能對此達成共識，公司決定放棄GURPS使用許可。為此，公司須改用自家開發的角色創造系統——SPECIAL，而凱恩和泰勒只獲一周時間設計代碼。

### 概念和影響
使用許可終止前，《異塵餘生》的遊戲引擎以GURPS為基礎。開發團隊曾經考慮採用奇幻或時間旅行主題，但最後決定以後末日世界作遊戲背景。泰勒在願景宣言中概述了設計目標，凱恩稱這份宣言成為團隊的創作靈感來源，是「遊戲得以完成的主要原因」。
《異塵餘生》是1988年遊戲《荒野遊俠》的精神續作，它由Interplay公司開發、藝電發行，幾乎所有參與《異塵餘生》開發的成員都曾玩過。然而，開發團隊未能取得藝電授權，無法將遊戲製成《荒野遊俠》的直接續集。團隊從20世紀50年代與核子時代有關的文學和媒體中，汲取了遊戲復古未來主義藝術風格的靈感，特別是1956年科幻小說《禁忌星球》以及一些樂觀的冷戰海報，據悉博亞爾斯基對它們愛不惜手。
遊戲中的避難所借鑑了1975年科幻電影中的地下基地。戰鬥系統在遊戲獲得GURPS授權之前便已設計，操作類似於1994年遊戲《X-COM：地球防衛武力》，凱恩把這一切歸因於「團隊成員都很喜歡《X-COM》」。凱恩亦頗為欣賞1992年遊戲《星際控制II》，認為它影響了遊戲的開放世界設定。另外，遊戲具有不少流行文化引用。開發團隊在加入相關內容時，必須確保玩家在毋須了解原作下也能明白其意思。例如，輔助能力「殺手」（Slayer）的名稱出自電視劇集原名，同時與其效果（將所有攻擊變成暴擊）相匹配。

### 人物和劇本
《異塵餘生》的精靈圖十分細緻，因而佔用了大量內存。遊戲21位非玩家角色由多位演員配音，旁白則由朗·負責。一些非玩家角色在對話過程中會採用人頭特寫3D模型，它們大多由斯科特·羅登希澤（Scott Rodenhizer）設計，每個模型都需要八週時間來創建，錄音更需耗時數月。設計和製作人頭特寫時，開發團隊會先以粘土雕刻角色頭像模型，找出最栩栩如生的部位，然後透過檢測設備和軟件把其數碼化，再分別以LightWave 3D和Adobe Photoshop作幾何校正和紋理處理。遊戲大部分對話由設計師馬克·奧格林（Mark O'Green）執筆，泰勒認為他的寫作方法效率奇高，並對此留下深刻印象。在開發過程後期，團隊提議增設同伴系統，但它不易實現且時有故障。例如，當避難所居民與同伴躲避敵人時，同伴會傾向射擊避難所居民。狗肉是團隊製成的首個同伴，提可的原型來自《荒野遊俠》的沙漠遊騎兵。
《異塵餘生》的開場白由凱恩撰寫，系列名言「戰爭，戰爭永遠不變」（War, war never changes）也是出自他手。凱恩不喜歡遊戲主角和玩家在資訊認知方面有太大落差，因此他巧妙設計了遊戲敘事，確保過程中雙方都能得到同樣資訊。開發團隊在設計遊戲任務時加入了道德模糊元素，沒有明顯正確或錯誤的解決方案，以確保玩家可以作出最適合他們的選擇。例如在最後一戰中，玩家可以接受反派「主教」的主張，即是把所有人類轉化為超級變種人以免疫輻射和消除分歧。避難所小子與其開朗性格是對20世紀50年代媒體淡化核戰爭危難的嘲仿。

## 發行
《異塵餘生》的宣傳圖由博亞爾斯基和首席藝術家傑森·D·安德森繪製。Interplay公司未有為遊戲製作預告片，但在1997年4月26日發布了遊戲演示。10月10日，Interplay公司在北美地區發行遊戲，適用於MS-DOS和Microsoft Windows平台。後來，公司旗下的MacPlay又推出了適用於Mac OS的版本。為了增強玩家的遊戲世界沉浸感，遊戲包裝模仿午餐盒，說明書則類似於生存指南。1.1版本於同年11月13日發布，修補了原始版本中的一些錯誤，並取消了後續兩個主線任務的500日時間限制。針對Mac OS版本的修補程式則於12月釋出。
因殺害遊戲中兒童角色的設計違反歐洲相關規定，作品初期未在當地推出。後來，Interplay公司在1.2版本中刪走兒童非玩家角色，並在1997年於歐洲發布。2002年，從公司獨立的MacPlay把遊戲列入其「價值遊戲系列」，並移植至Mac OS X上。2009年，Interplay公司推出合集《異塵餘生三部曲》，捆綁銷售本作、續作《辐射2》和《辐射战略版：钢铁兄弟会》。為了紀念遊戲推出20週年，貝塞斯達軟件在2017年9月30日宣布遊戲於數碼發行服務平台Steam上限時免費。另外，2015年合集《異塵餘生：選集》和2019年的《異塵餘生傳奇合輯》亦收錄本作。

## 評價
《異塵餘生》以正面評論為主。匯總媒體GameRankings根據12份評論打出91.92%的分數，Metacritic則根據12份評論給予89分。當時的評論家均認為它是款優秀的電子角色扮演遊戲。AllGame認為當時部分角色扮演遊戲令人失望且乏味，但《異塵餘生》卻「打破常規」，讓玩家置身於一個仿如現實的幻想世界。《PC PowerPlay》預測《異塵餘生》將會重振角色扮演遊戲，甚至認為休閒玩家和角色扮演遊戲愛好者都會喜歡這款作品。GameSpot直言「《異塵餘生》是玩家等待多年的優秀角色扮演遊戲」。電子遊樂場則聲稱，他們「想不出還有哪款遊戲能與《異塵餘生》出色的角色生成和技能系統、傑出的故事、優雅的表達方式相媲美。」
角色系統備受評論家讚譽。《GamePro》認為它是整個遊戲最好的部分，《PC Gamer美國》的托德·沃恩（Todd Vaughn）則認為此系統使用起來簡單有趣。《華盛頓郵報》也稱讚創建角色過程中的「現實權衡」。《電腦遊戲策略+》雜誌刊登羅伯特·邁耶（Robert Mayer）的評論，他指出遊戲雖然由單一角色推動，但系統允許玩家創建能力各異的角色，更重要的是他們表現同樣出色。《PC PowerPlay》和電子遊樂場均稱讚遊戲讓每項技能均有用武之地。GameSpot的德斯洛克（Desslock）則認為，遊戲容許玩家創建各種角色、感受不同體驗，即使是角色扮演遊戲死忠粉絲也應感到滿意。
評論家對後末日背景和故事同樣讚歎不已。Just Adventure稱《異塵餘生》放棄了諸多角色扮演遊戲以奇幻為基礎的設定，而GameSpot、《PC PowerPlay》、《每日電訊報》的評論家均認為在這類遊戲中加入這些設定有耳目一新之感。在故事方面，德斯洛克和《獨立報》編輯喬納森·戈登（Jonathon Gordon）均認為它引人入勝。邁耶指故事良好地融合了諷刺、憤世嫉俗、幽默等元素，同時加入憂愁且真實的衝突，在營造氣氛方面相當成功，甚至稱和其他後末日遊戲的粉絲應該會有賓至如歸的感覺。安迪·布徹（Andy Butcher）在《PC Gamer英國》上撰文，指遊戲畫面、聲音、環境音樂為玩家營造了沉浸式體驗。布徹也讚揚遊戲任務完成方式多樣的設計。AllGame的彼得·蘇丘（Peter Suciu）稱故事非常有趣，死忠粉絲可能會選擇重玩。《次世代》的編輯認為遊戲中的支線任務是主線的自然產物。然而，《電腦遊戲世界》的傑夫·格林（Jeff Green）表示遊戲設計師在編寫對話時未能考慮玩家變幻莫測的行動，導致對話失序。Just Adventure指遊戲結局囊括了所有主要故事情節，並會按照玩家的遊玩方式而出現轉變，最後更加入了令人驚訝、淒美但非常現實的轉折，實屬遊戲中之最佳。遊戲的電影式開場也獲好評，電子遊樂場的編輯甚至稱其為「最令人難以忘懷的開場片段」。
針對戰鬥系統，評論家們持不同意見。部份人稱讚系統的戰術性，德斯洛克也對瞄準系統感到滿意。邁耶指遊戲提供各式各樣的武器，角色扮演遊戲愛好者應該會非常享受戰鬥過程。格林批評戰鬥系統不切實際，採用回合制雖然會受到大部分角色扮演遊戲死忠粉絲歡迎，但可能會讓《暗黑破壞神》粉絲感到厭煩或失望。部份評論家也不滿玩家不能夠直接控制同伴。沃恩甚至表示玩家單槍匹馬時的戰鬥體驗非常棒，但呼朋引伴下則令人沮喪。

### 銷量
對比同期另外兩款電子角色扮演遊戲《博德之门》和《暗黑破壞神》，雖然《異塵餘生》不像它們一樣在推出後大賣，但它仍取得商業成功。遊戲未有達到銷售預期，卻培養了一批粉絲，且銷量足以支撐續集製作。1997年10月，市場調查公司PC Data公布美國電腦遊戲銷售排行榜，遊戲名列第12位。CNET遊戲中心指出，當月角色扮演類遊戲迎向成功，本作、《網絡創世紀》、《大地傳說：命運守護者》實屬功不可沒，又聲稱「如要說10月的排行榜顯示甚麼跡象，只能是角色扮演類遊戲正捲土重來。」到了1997年底，遊戲在美國售出了53,777份。
截至1997年12月，遊戲在全球賣出超過十萬份；而據遊戲開發者埃里克·貝思克所稱，遊戲推出後一年銷量便突破12萬份。到了2000年3月，遊戲在美國已售出14.4萬份，對此GameSpot表示銷量數字非常好，甚至認為整體（全球）銷量可能是本土銷量的兩倍。然而，遊戲在英國未受太大歡迎，它和續集的總銷量到了2008年才剛剛超過五萬份。法戈於2017年接受訪問時稱遊戲總共賣出約60萬份。

### 榮譽
《異塵餘生》獲得數項獎項與提名。1997年，遊戲獲GameSpot頒發「最佳角色扮演遊戲」和「最佳結局」，同時入圍「年度最佳遊戲」。同年，遊戲也獲《電腦遊戲策略+》頒發「年度角色扮演遊戲」。在1998年互動藝術與科學學會舉辦的互動成就獎中，遊戲入圍「年度電腦角色扮演遊戲獎」和「傑出聲音和音樂成就獎」。同年遊戲開發者大會舉辦焦點大獎，遊戲則獲提名「最佳冒險／RPG」。

## 影響

### 行業影響

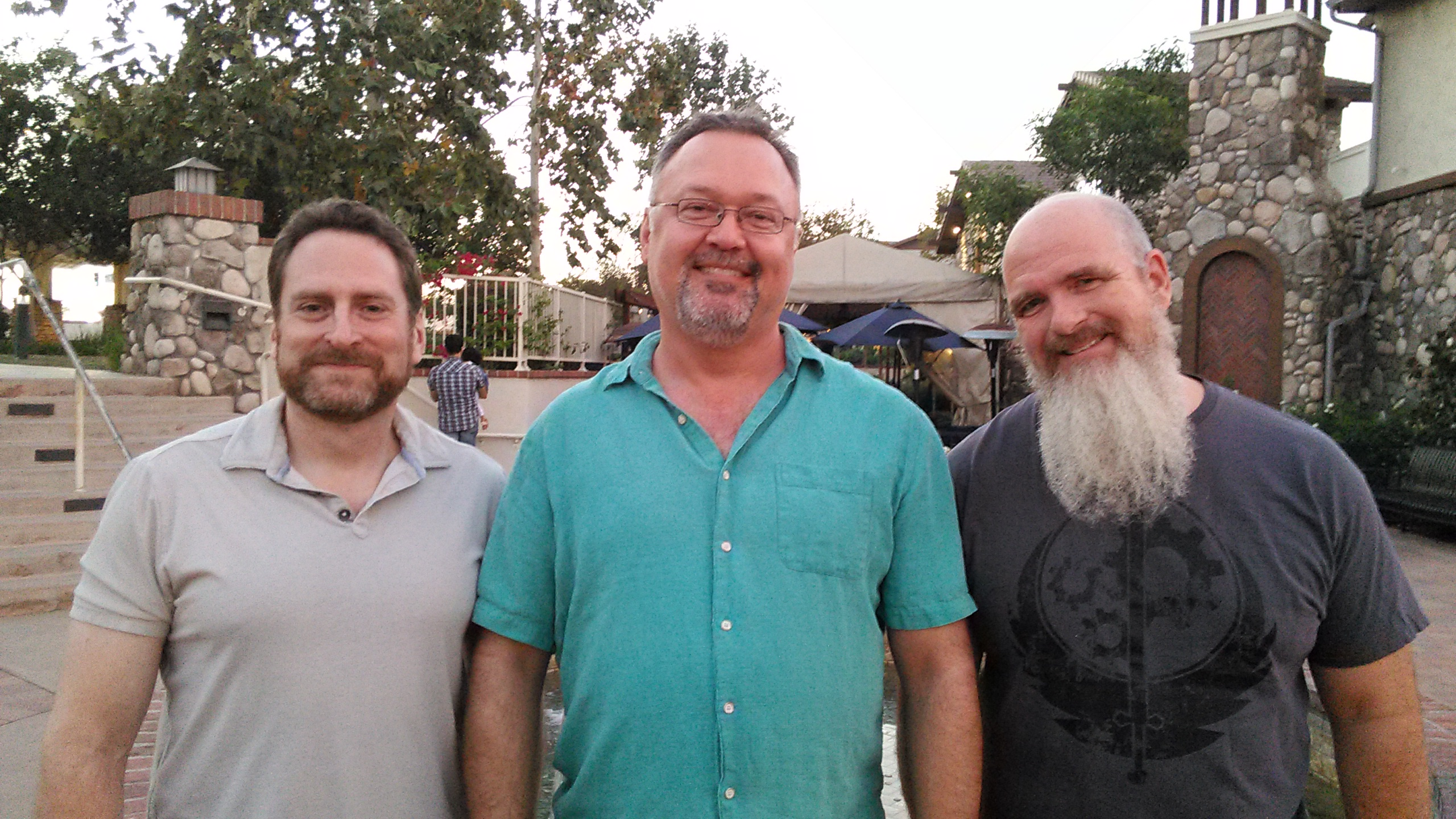
倫納德·博亞爾斯基、蒂姆·凱恩、傑森·D·安德森（從左到右）離開Interplay公司後另起爐灶，創立了Troika Games（攝於2017年）

20世紀90年代，礙於陳舊的設定和想法，其他電子遊戲類型的競爭，以及糟糕的質素保證，導致角色扮演遊戲的受歡迎程度有所下降。不少評論家稱《異塵餘生》等作品重振了角色扮演遊戲。2000年，CNET遊戲中心的馬克·H·沃克（Mark H. Walker）在介紹《異塵餘生戰略版：鋼鐵兄弟會》時提到：「角色扮演遊戲在90年代中期顯然處於低迷，但……當Interplay公司的《異塵餘生》上架時，它便開始復興。」為Engadget撰稿的羅文·凱撒（Rowan Kaiser）更宣稱它是「首款現代角色扮演遊戲」。
當時的角色扮演遊戲大多以托爾金風格的奇幻設定為特色，因此以後末日世界為背景的《異塵餘生》可謂别具一格。除此之外，它還因為著重玩家角色、其抉擇對遊戲世界的影響以及開放世界遊戲玩法而變得顯眼。馬修·伯德（Matthew Byrd）在Den of Geek上指出，當時開發商在製作角色扮演遊戲時仍然依賴日益熟悉的《龍與地下城》風格規則，但《異塵餘生》打破了模仿玩法的桎梏，影響並永遠改變了角色扮演遊戲的命運。凱撒也表示任何設有道德值的現代遊戲都可以與《異塵餘生》聯繫起來。在2012年的遊戲開發者大會中，凱恩以《異塵餘生》開發歷程作主題演講，指出後來角色扮演遊戲所共有的特徵，包括開放世界玩法、道德模糊、輔助能力等。
Polygon把《異塵餘生》評為「當時其中一款最具影響力的遊戲」。1998年，凱恩、博亞爾斯基、安德森離開Interplay公司，創立Troika Games，並製作了《奧秘：蒸汽與魔法》（2001年）。凱恩認為《異塵餘生》是《奧秘》的「墊腳石」。多年後，凱恩和博亞爾斯基為黑曜石娛樂打工，又製作了另一款受《異塵餘生》影響的角色扮演遊戲《天外世界》（2019年）。《異塵餘生》系列大受歡迎後，法戈建立的電子遊戲開發商inXile娛樂製作了《荒野遊俠2》（2014年），團隊包括安德森和《異塵餘生》作曲家馬克·摩根，並由法戈推銷。然而，《PC Gamer》認為《荒野遊俠2》與前兩部《異塵餘生》作品相比，更接近初代《荒野遊俠》。一些曾經參與《異塵餘生》開發的員工，後來也投身製作受它影響的作品，例如《絕冬城之夜2》（2006年）和《阿爾法協議》（2010年）。《龍與地下城》第三版加入了類似《異塵餘生》輔助能力的功能，稱之為「專長」。根據凱恩的說法，其他具有類似功能的遊戲包括《魔獸世界》（2004年）和《上古卷轴IV：湮没》（2006年）。《地铁2033》（2010年）和《核爆RPG：末日餘生》（2018年）等後末日遊戲亦受《異塵餘生》影響。其他同樣受《異塵餘生》影響的遊戲包括（2000年）、《黑暗天使：吸血鬼的啟示》（2001年）、《詭野西部》（2022年）。

### 時間考驗
白駒過隙，《異塵餘生》頂住時間考驗，仍然大受好評，不少媒體或評論家把它譽為優秀電腦角色扮演遊戲。一些回顧評論均認為遊戲具備創新性，並稱讚其設定對角色扮演遊戲來說很新鮮。雖然《The Escapist》認為遊戲隨著時間流逝而失去部分吸引力，但玩法卻「非常有趣，有時使人上癮」。GamesRadar+則表示縱使遊戲已經過時，但仍然值得回味。與其他續作相比，評論家對於遊戲質素的批判各有不同，其中GamesRadar+認為它在該系列中排名較低，IGN認為它排名居中，Kotaku和《Paste》雜誌則認為它排名較高。
評論家認為「主教」是最佳電子遊戲反派之一。GamesRadar+的艾倫·布拉德利（Alan Bradley）宣稱玩家與「主教」的相遇是「那個時代最引人注目的敘事手段」，在IGN上發文的凱撒則認為它是系列最令人難忘的地方之一。GameSpot指，聲演「主教」的金·卡明思令人不寒而慄，甚至認為他是電腦遊戲史上最令人難忘的反派。伯德和Eurogamer的凱扎·麥當勞（Keza MacDonald）均稱讚頭目戰可透過多種方案解決。《PC Gamer》更聲稱這場頭目戰是電腦遊戲中最好。
《異塵餘生》已經入選多個媒體的「名人堂」（或類似獎項），包括《電腦遊戲世界》、GameSpot、GameSpy、IGN。2002年，《Macworld》月刊舉辦「2002遊戲名人堂」，把MacPlay推出的本作和續作Mac OS版本列為「從遺忘中拯救出來的最佳遊戲」。遊戲在2010年發行的參考書《有生之年非玩不可的1001款遊戲》上同樣榜上有名。2011年3月，遊戲在史密森尼美國藝術博物館「電子遊戲的藝術」展區的冒險遊戲類別中展出。遊戲也打入各大媒體的史上最佳電腦遊戲或史上最佳遊戲名單，例如《PC Gamer》、《PC Zone》、IGN、Polygon。除此之外，遊戲結局被漫畫書資源網、Den of Geek、GameSpot列入最佳遊戲結局名單，開場則獲《Game Informer》列入十大最佳遊戲開端。

### 系列開拓
《異塵餘生》的成功促成了該系列及後續遊戲誕生，但在類型和氛圍上這些作品又與原版遊戲有別。除了為《辐射2》出謀獻策之外，凱恩未有參與開發續集和衍生作品，及後更在遊戲開發期間離開Interplay公司。2007年，Interplay公司把異塵餘生系列的知識產權賣給貝塞斯達軟件。貝塞斯達開發的首部異塵餘生系列作品是《辐射3》。系列一直廣受好評，在遊戲開發者圈子中甚具影響力，亦是電子遊戲產業中最受歡迎的遊戲。遊戲角色「避難所小子」成了系列吉祥物，極具標誌性。另外，一些遊戲元素也反復出現在後續作品內，例如超級變種人、鋼鐵兄弟會、PIPBoy（後來改稱為）、動力裝甲。
異塵餘生系列共有三部續作，分別是《異塵餘生2》（1998年）、《異塵餘生3》（2008年）、《辐射4》（2015年），全部均獲正面評價。衍生遊戲包括《異塵餘生戰略版：鋼鐵兄弟會》（2001年）、《辐射：钢铁兄弟会》（2004年）、《辐射：新维加斯》（2010年）、《異塵餘生：庇護所》（2015年）、《辐射76》（2018年）。其中，《異塵餘生戰略版：鋼鐵兄弟會》和《異塵餘生：新維加斯》獲正面評價，《異塵餘生：鋼鐵兄弟會》、《異塵餘生：庇護所》、《異塵餘生76》的評價則褒貶不一。

### 其他媒體
Interplay公司旗下的電影工作室曾在1998年籌拍《異塵餘生》改編電影，並編寫了劇本；然而工作室在2000年解散，計劃也因而取消。2002年，《異塵餘生2》設計師克里斯·阿維隆撰寫彙編了他對異塵餘生世界的研究，並發布九期名為《異塵餘生聖經》（Fallout Bible）的文檔。在貝塞斯達軟件購入遊戲知識產權後，這些文檔成了非正史。2010年5月10日，摩根推出了遊戲原聲帶數碼修復版。2020年7月，亞馬遜公司宣佈把《異塵餘生》改編成同名電視劇集，由和共同製作。2022年1月，亞馬遜又宣佈劇集於同年開始製作，並將會在旗下的Amazon Prime Video播出。

## 外部連結
- 官方網站，存档于（存檔日期 1997-04-15）（英文）
- Bethesda.net上的《異塵餘生》 （页面存档备份，存于）（英文）
- 莫比遊戲上的《異塵餘生》 （页面存档备份，存于）（英文）
- 互联网电影数据库（IMDb）上《辐射》的资料（英文）